# Тре-Фонтане
Аббатство Трёх источников (итал. Abbazia delle Tre Fontane) — аббатство траппистов, находящееся на предполагаемом месте мученической смерти апостола Павла. Находилось далеко за городскими стенами Рима; в настоящее время — в пешем доступе от станции Лаурентина — конечной станции линии B римского метрополитена.

## История монастыря

### Предыстория

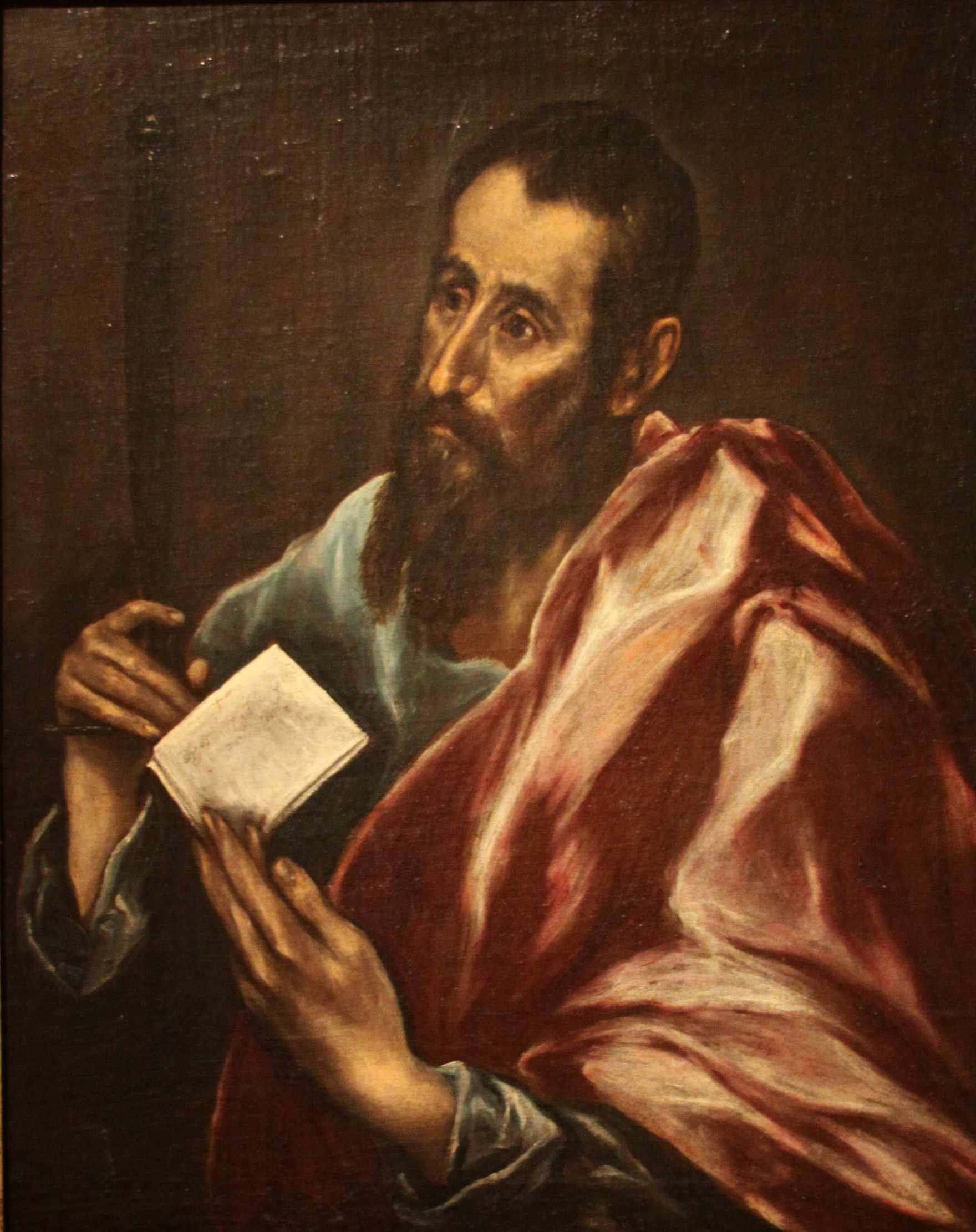
Апостол Павел (Эль Греко)

Долина, в которой расположено аббатство, имеет два исторических названия: Акви Сальви (лат. Acque Salvie — буквально «здоровые воды») и Кампо-ди-Эроде (лат. Campo di Erode — «лагерь Ирода»). Второй топоним обычно объясняется тем, что в правление Нерона здесь находился загородный дом, в котором жил Ирод Агриппа младший. Название «Акви Сальви» может быть связано как с находящимися здесь целебными источниками, так и с фамилией местных землевладельцев Сальвиев. Топоним «Акви Сальви» сохранялся в течение всего средневековья и для обозначения самого монастыря.
Церковное предание связывает это место с казнью апостола Павла 29 июня 67 (или 65) года. Утверждается, что отсечённая голова апостола трижды ударилась о землю; в местах этих ударов чудесным образом забили три источника, давшие название монастырю (итал. Tre Fontane — буквально «три источника»). Наиболее ранними документами, содержащими этот рассказ, являются «Акты Петра и Павла» (V век) и письмо папы Григория Великого к диакону Феликсу (604 год). В этом же месте 9 июня 298 года были казнены за исповедание Христа трибун Зенон и 10 203 римских солдата. Раскопки де Росси (1867 год) подтвердили, что уже в VI веке в Акви Сальви существовали небольшой храм и кладбище.

### Греко-армянский монастырь
Первые письменные свидетельства о возникновении монастыря в Акви-Сальви относятся к середине VI века. Экзарх Нарсес основал греческий монастырь с церковью, посвящённой мученичеству апостола Павла. В VII веке монастырь пополнился греческими и армянскими монахами, бежавшими из захваченной арабами Киликии. Вскоре император Ираклий передал монастырю мощи мученика Анастасия Персиянина, убитого в 628 году. О присутствии в Акви-Сальви армянских монахов упоминается вплоть до начала XIV века.
В 649 году в числе участников Латеранского собора папы Мартина I был «почтенный игумен Георгий из киликийского монастыря, воздвигнутого в Акви-Сальви». В следующем 650 году каталог De locis sanctis Martyrum, содержащий перечень гробниц мучеников, упоминает о монастыре Акви-Сальви, «где хранится глава святого Анастасия и был обезглавлен святой Павел». Археолог де Росси во время раскопок 1867 года обнаружил на территории монастыря остатки небольшого храма с двумя часовнями (в одной из них находились два, в другой — ещё один из трёх источников), построенного, как следует из найденной надписи, при папе Сергии I в 687 году. Liber Pontificalis упоминает о пожаре, уничтожившем монастырь святого Анастасия, и о восстановлении обители на средства папы Адриана I (772-795).
Тот же Liber Pontificalis сообщает, что 22 января 805 года монастырь святого Анастасия получил в дар папы Льва III и императора Карла Великого земельные владения в Тоскане. Причиной такого пожертвования стало чудесное обрушение в момент прибытия к войску мощей святого Анастасия крепостных стен Анседонии, осаждённой папой и императором. В последующие века эти земельные владения были потеряны, а сам монастырь постепенно приходил в упадок. В 1080 году папа Григорий VII, желая восстановить здесь достойную монашескую жизнь, переселил сюда группу бенедиктинских монахов из Клюни.

### Цистерцианский монастырь

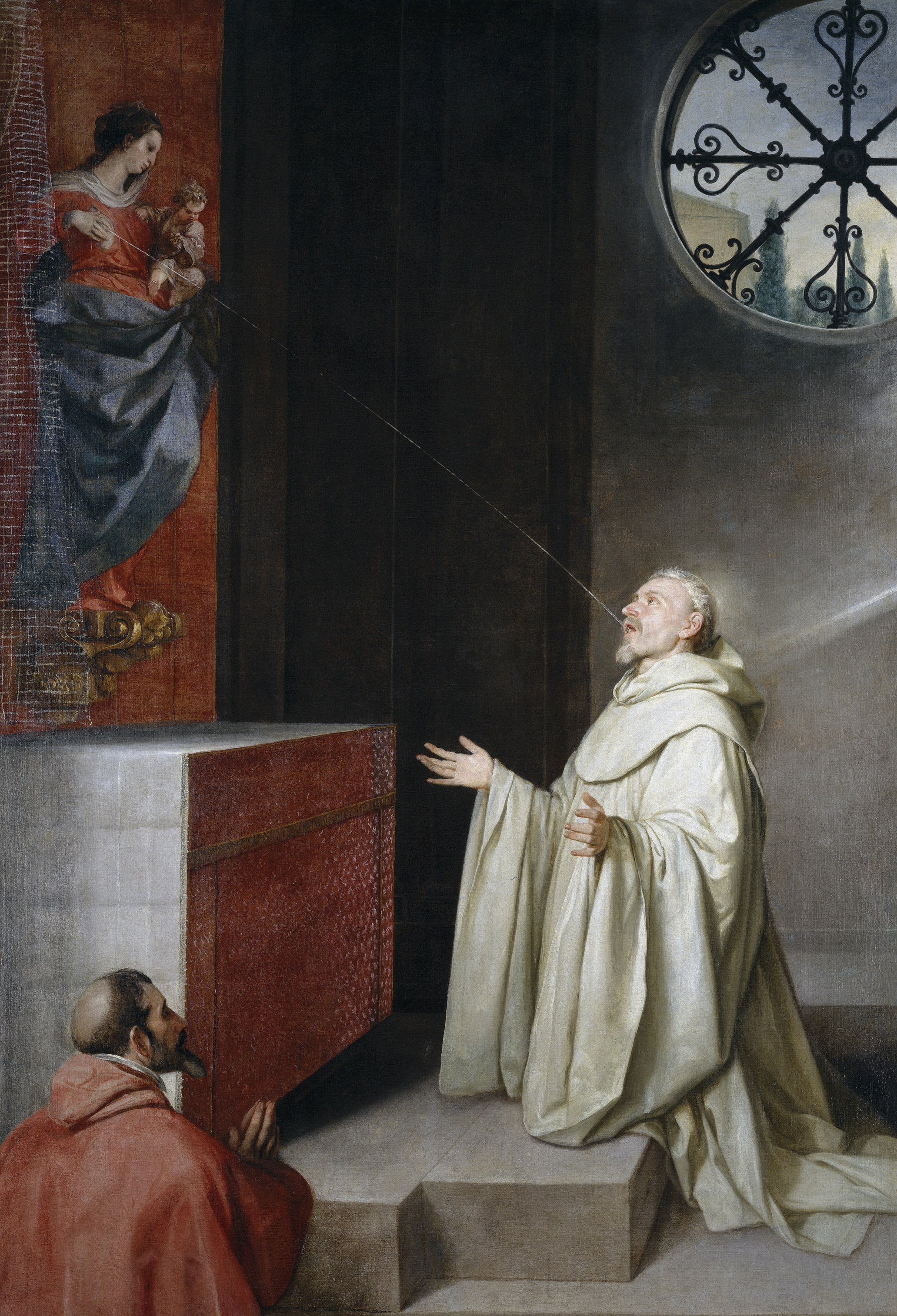
Явление Богородицы св. Бернарду Клервоскому (Алонсо Кано)

К 1140 году монастырь был заброшен. Возможной причиной этого был нездоровый климат: в эпоху раннего Средневековья окрестности оказались заболоченными, а малярия оставалась местным бичом вплоть до начала XX века.
В 1140 году Иннокентий II передал запустевший монастырь цистерцианцам в знак признательности их духовному лидеру Бернарду Клервоскому за поддержку в борьбе против антипапы Анаклета II. Ещё ранее, в 1138 году, Бернард, совершая заупокойную мессу в монастырской церкви, наблюдал в видении лестницу, по которой ангелы возносили из чистилища на небо души усопших. На этом месте была построена церковь Санта-Мария-Скала-Чели (итал. Santa Maria Scala Coeli), в своём нынешнем виде перестроенная в 1582 — 1584 годах.

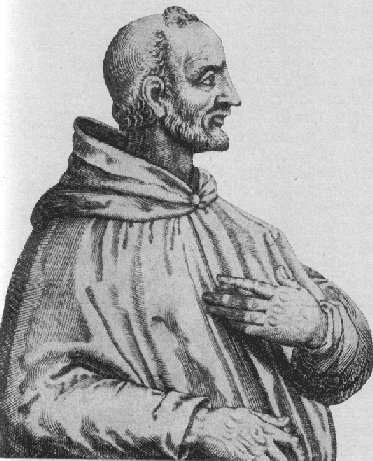
Евгений III — первый папа-цистерцианец, до избрания папой — аббат Тре Фонтане

В 1145 году первый цистерцианский настоятель монастыря Пьер Бернардо Паганелли был избран на папский престол под именем Евгения III, став первым папой-цистерцианцем. Зная по опыту нездоровый климат обители, папа позволил насельникам монастыря проводить летние месяцы в Неми. Тем не менее, строительство монастыря продолжалось, и уже при Александре III, третьем преемнике Евгения III, упоминается о трёх монастырских церквях — Сант-Анастасио, Мученичества святого Павла, Санта-Мария-Скала-Чели.
В 1221 году строительство церкви Сант-Анастасио было завершено, и она была освящена папой Гонорием III. В целом, церковь сохранилась с этих пор в первоначальном виде. В 1370 году сюда была перенесена часть мощей святого Викентия Сарагосского, после чего церковь получила своё нынешнее название — Санти-Винченцо-э-Анастасио. Мощи святого Анастасия были вскоре похищены, затем случайно найдены в ризнице церкви Санта-Мария-ин-Трастевере и в 1418 году окончательно возвращены в монастырь.
В XIV веке монастырь пережил эпоху своего расцвета и основал пять «дочерних» обителей, но затем начинается продолжительный период упадка. В 1418 году папа Мартин V передал монастырь в управление in commendam, лишив настоятеля монастыря возможности управлять доходами и имуществом. Из длинной чреды коммендаторов украшением монастыря занимались лишь двое: Алессандро Фарнезе и Пьетро Альдобрандини. При первом была построена в нынешнем виде церковь Санта-Мария-Скала-Чели (1582—1584 годы); при втором — церковь Сан-Паоло-алле-Тре-Фонтане (1599 -1601 годы). Среди настоятелей-цистерцианцев выделяется Фердинандо Угелли (1595—1670), церковный историк, автор книги «Italia sacra».
После присоединения Папской области к Французской империи в 1808 году монастырь был упразднён, и цистерцианцы были вынуждены покинуть обитель. После восстановления светской власти пап аббатство Тре Фонтане оставалось заброшенным. В 1826 году папа Лев XII своей буллой передал аббатство францисканцам-миноритам, но и они не смогли восстановить здесь монашескую жизнь из-за свирепствовавшей малярии.

### Восстановление монастыря траппистами

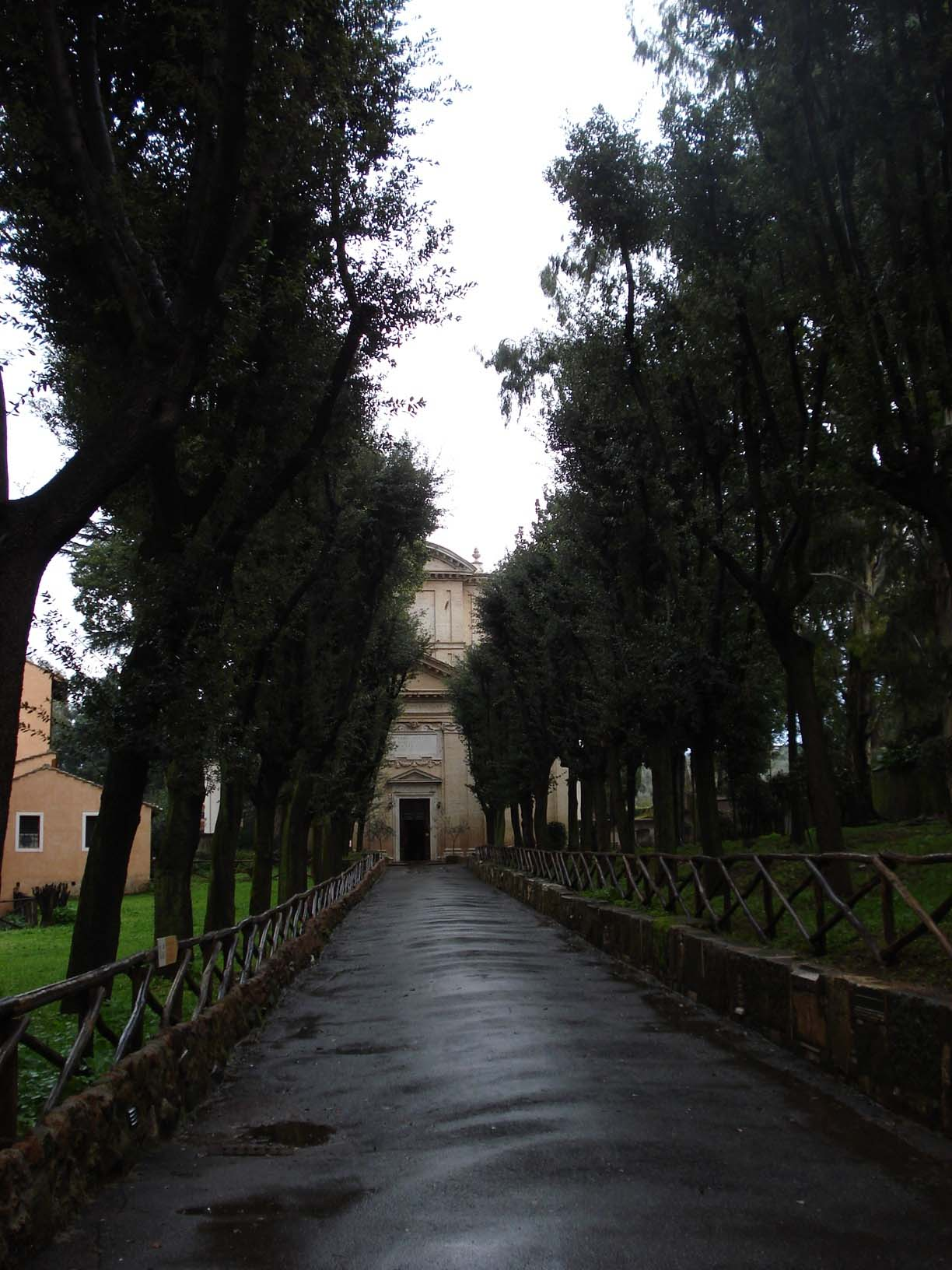
Эвкалиптовая аллея, ведущая к церкви Сан-Паоло-алле-Тре-Фонтане

В 1855 году Пий IX предложил руководителю траппистов Франческо Реджису восстановить монастырь Тре Фонтане, но предполагаемая стоимость реставрационных работ оказалась для ордена неподъёмной. 
В 1867 году, объявленном юбилейным в связи с 1800-летием мученической кончины апостолов Петра и Павла, папа вновь предложил траппистам заселить аббатство, при этом необходимую финансовую помощь взялся оказать граф Моминьи. Буллой от 21 апреля 1868 года Пий IX передал аббатство Тре Фонтане траппистам. Помимо собственно реставрации монастыря, орден занялся рекультивацией окружающей территории: осушением болот и дренажем.
Для оздоровления местности трапписты начали засаживать территорию эвкалиптами, известными своим свойством побеждать малярию. Именно эвкалипты сыграли решающую роль в сохранении монастыря после присоединения Папского государства к Итальянскому королевству. Аббатство Тре Фонтане не только не было секуляризовано, но, напротив, траппистам позволили приобрести у государства земельный участок около 450 га в собственность. Одним из существенных условий сделки было обязательство со стороны траппистов высадить здесь не менее 125 тысяч эвкалиптов. К началу XX века работы по рекультивации были завершены, и малярия в этой местности была окончательно побеждена.

## Церковь Сан-Паоло-алле-Тре-Фонтане
Церковь Сан-Паоло-алле-Тре-Фонтане стоит на предполагаемом месте казни апостола Павла 29 июня 67 (или 65) года. Предание, восходящее к «Актам Петра и Павла» (V век), утверждает, что отсечённая голова апостола трижды ударилась о землю, и в местах ударов чудесно забили три источника. Эти три источника расположены вдоль правой стены нефа, у первого из них сохраняется остаток колонны, к которой, как утверждается, был привязан апостол Павел. Каждый источник накрыт мраморным табернаклем, в прошлом каждый табернакль был украшен барельефом (впоследствии украдены) работы Никола Кордьера с изображением головы апостола. С 1950 года непосредственный доступ к источникам закрыт, их можно видеть через решётку.
В своём нынешнем виде церковь Сан-Паоло-алле-Тре-Фонтане построена в 1599-1601 годах по проекту Джакомо делла Порта на средства кардинала Пьетро Альдобрандини, коммендатора аббатства и одного из непотов папы Климента VIII. Церковь представляет собой однонефную базилику; вход обустроен через небольшой вестибюль, открывающийся в центр нефа. Помимо главного алтаря в храме освящены две боковых капеллы — в честь апостолов Петра (левая, алтарный образ — копия картины Гвидо Рени «Распятие Петра») и Павла (правая, алтарный образ — «Обезглавливание Павла» работы Бартоломео Пассаротти). Пол базилики украшен античной мозаикой II века «Четыре времени года», найденной в Остия Антика и подаренной аббатству Пием IX. На мозаике изображены четыре женских лица в соответствующих времени года головных уборах с надписями VER (весна) — AESTAS (лето) — AUTU(MNUS) (осень) — HIEMS (зима).
С 2010 года Сан-Паоло-алле-Тре-Фонтане была возведена Бенедиктом XVI в титулярную диаконию. Кардинал-дьякон Сан-Паоло-алле-Тре-Фонтане с 2010 года — Мауро Пьяченца.

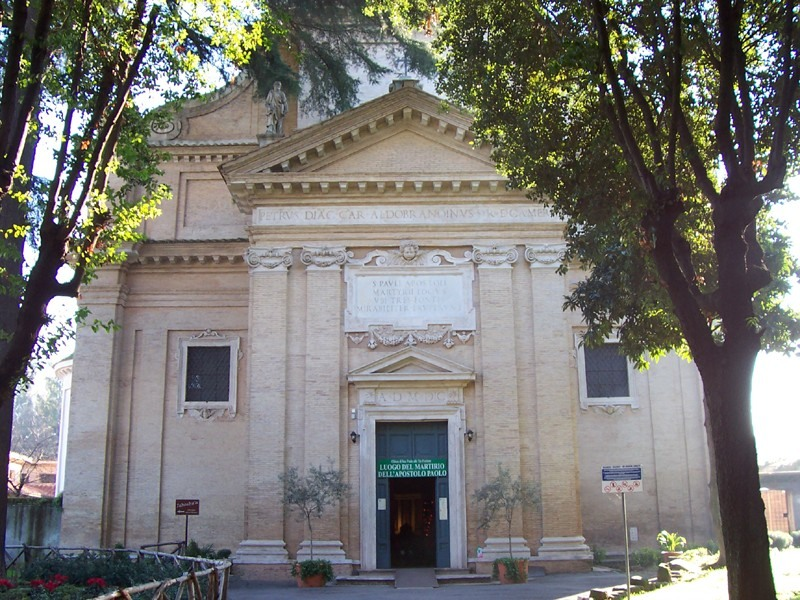
Фасад церкви
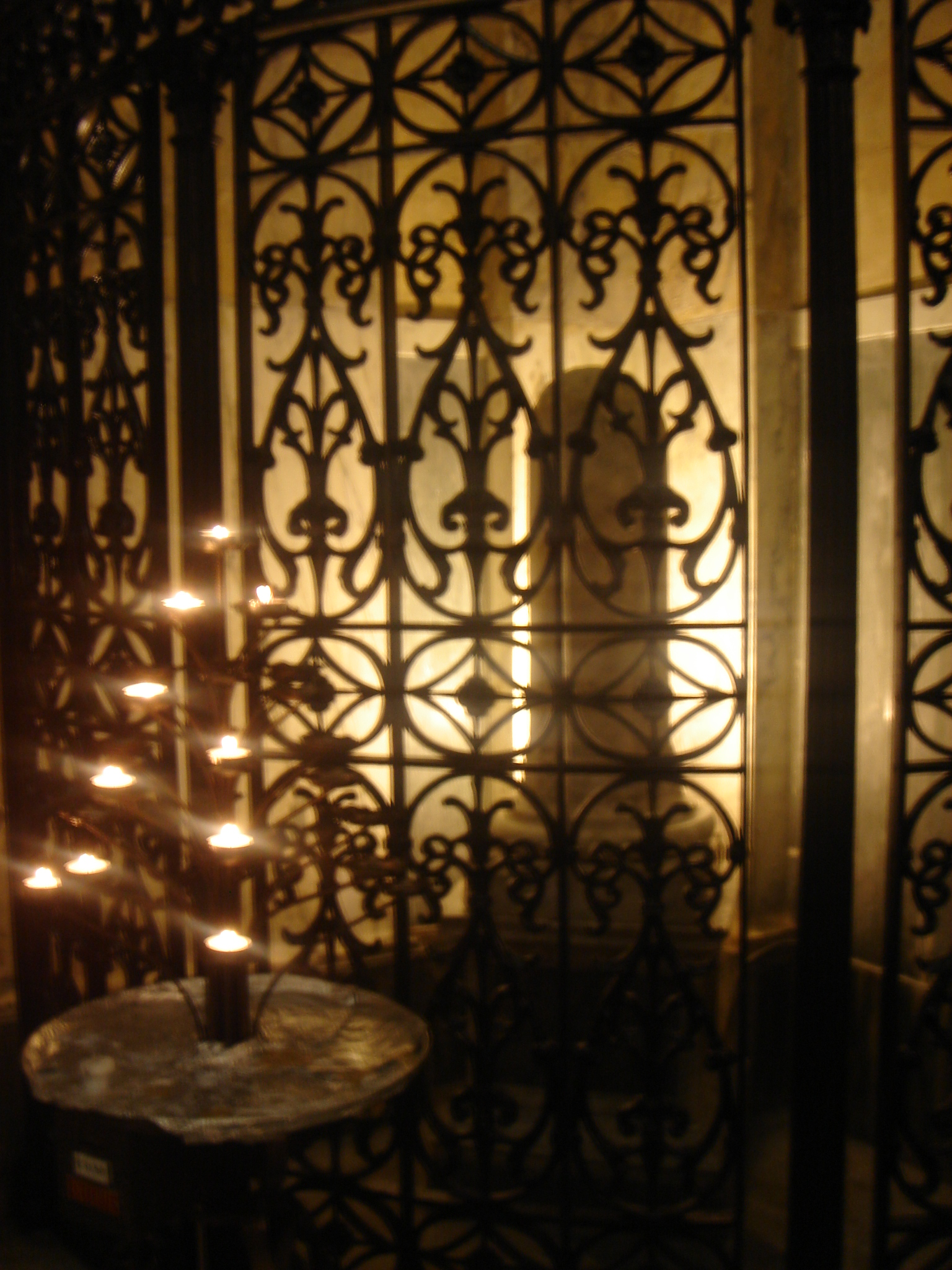
Колонна апостола Павла
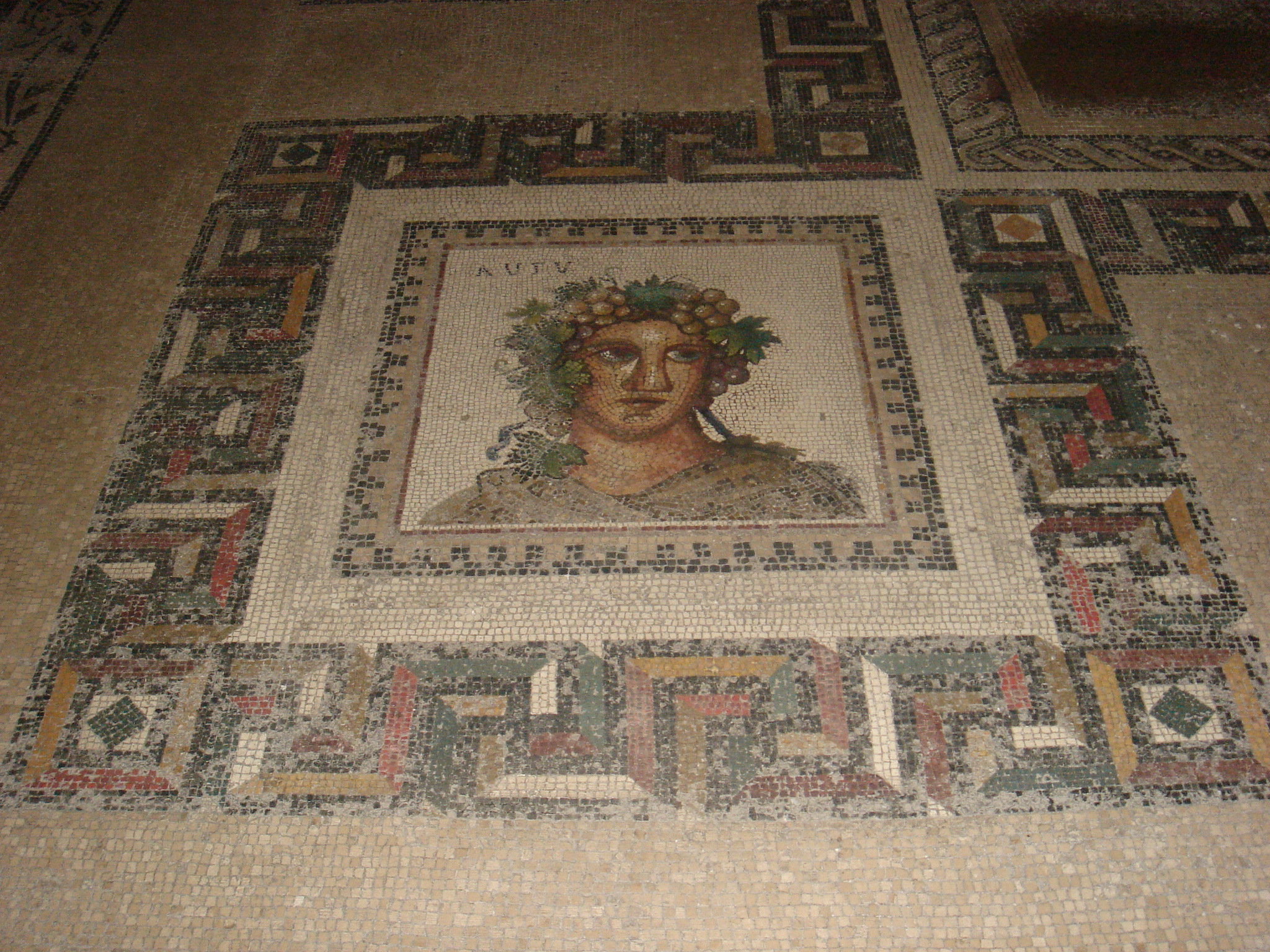
Фрагмент напольной мозаики (II век)

## Церковь Санта-Мария-Скала-Чели
Церковь Санта-Мария-Скала-Чели (итал. Santa Maria Scala Coeli — буквально Богородицы Небесной лестницы) построена на месте, где, согласно местному преданию, произошли два события:
- казнь трибуна Зенона и 10 203 римских солдат за исповедание веры Христовой (9 июня 298 года),
- видение святого Бернарда Клервоского, который во время служения заупокойной мессы видел лестницу, по которой ангелы возводили из чистилища на небо души усопших (1138 год).

В своём нынешнем виде церковь построена в 1582-1584 годах по проекту Джакомо делла Порта на средства кардинала Алессандро Фарнезе, коммендатора аббатства. В плане церковь представляет собой восьмиугольник с тремя апсидами. Главный алтарь освящён в честь Богородицы, правый — мученика Зенона и его соратников, левый — святого Бернарда Клервоского. Купол храма украшен выполненной в 1591 году Франческо Зукки мозаикой, изображающей Богородицу с Младенцем с предстоящими святыми Бернардом Клервоским, Робертом Молемским, Викентием Сарагосским и Анастасием Персиянином, а также папой Климентом VIII и кардиналом Пьетро Альдобрандини. Пол церкви выполнен в стиле косматеско.
Под церковью находится крипта с алтарём, под которым почивают мощи святого Зенона и его соратников. Местное предание утверждает, что в помещении крипты апостол Павел провёл последние часы перед казнью.

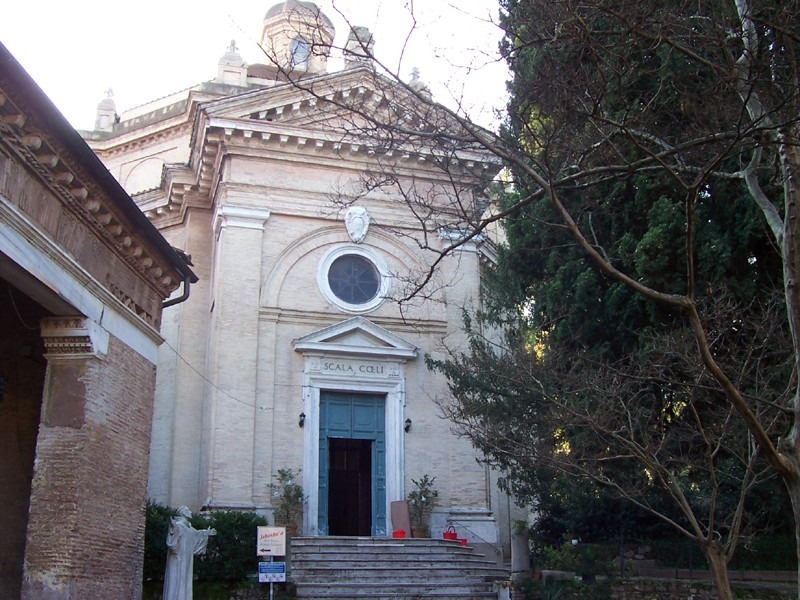
Фасад церкви
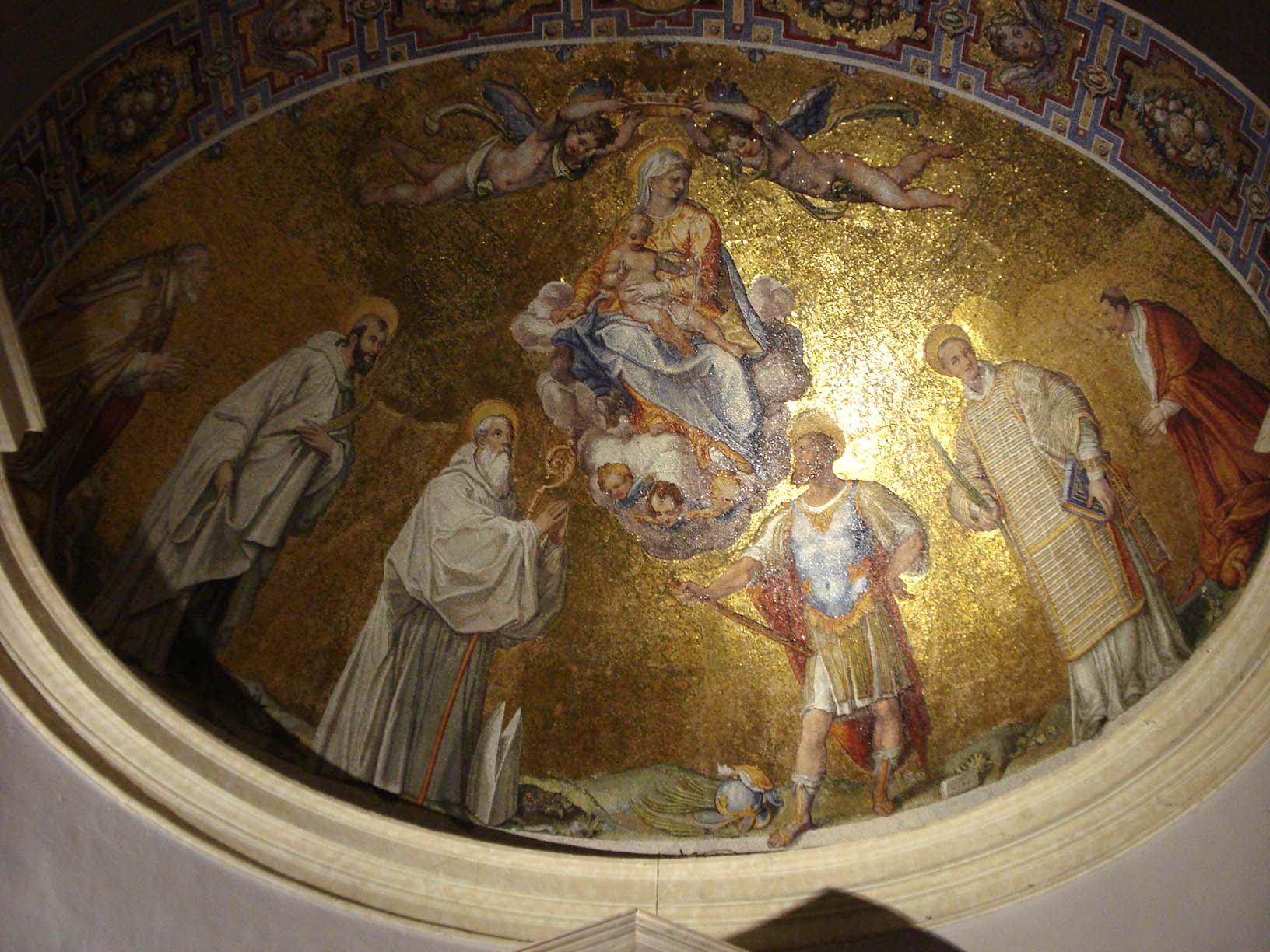
Мозаика в куполе
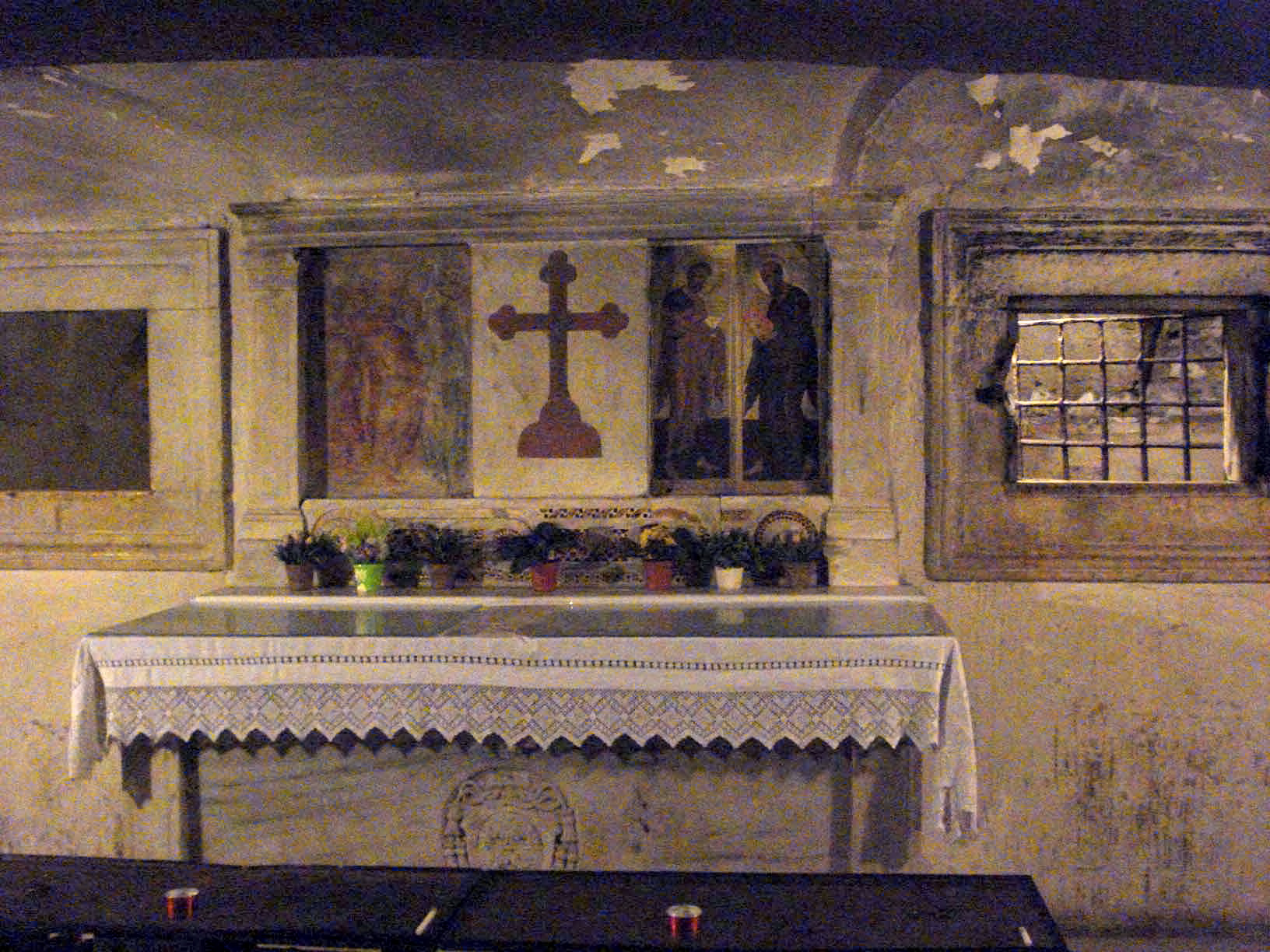
Крипта святого Зенона

## Церковь Санти-Винченцо-э-Анастасио
Из трёх современных храмов монастырского комплекса церковь Санти-Винченцо-э-Анастасио является наиболее древней: о ней впервые упоминается в 1161 году, а освящена она была в 1221 году папой Гонорием III. Первоначально церковь была посвящена только святому Анастасию Персиянину, мощи которого находились в монастыре со времён императора Ираклия. В 1370 году сюда была перенесена часть мощей святого Викентия Сарагосского, после чего церковь получила название уже в честь двух святых. Со времени восстановления аббатства траппистами (1868 год) является основной церковью обители.
Устав цистерцианцев запрещал возведение пышных храмов с роскошным художественным или скульптурным украшением. В связи с этим, Санти-Винченцо-э-Анастасио построена в стиле «бернардино» — специфическом для цистерцианских церквей, представляющим собой разновидность романского стиля без каких-либо художественных излишеств. В плане церковь представляет собой трёхнефную базилику с одной апсидой и слабо выраженным трансептом, в котором расположены четыре боковые капеллы.

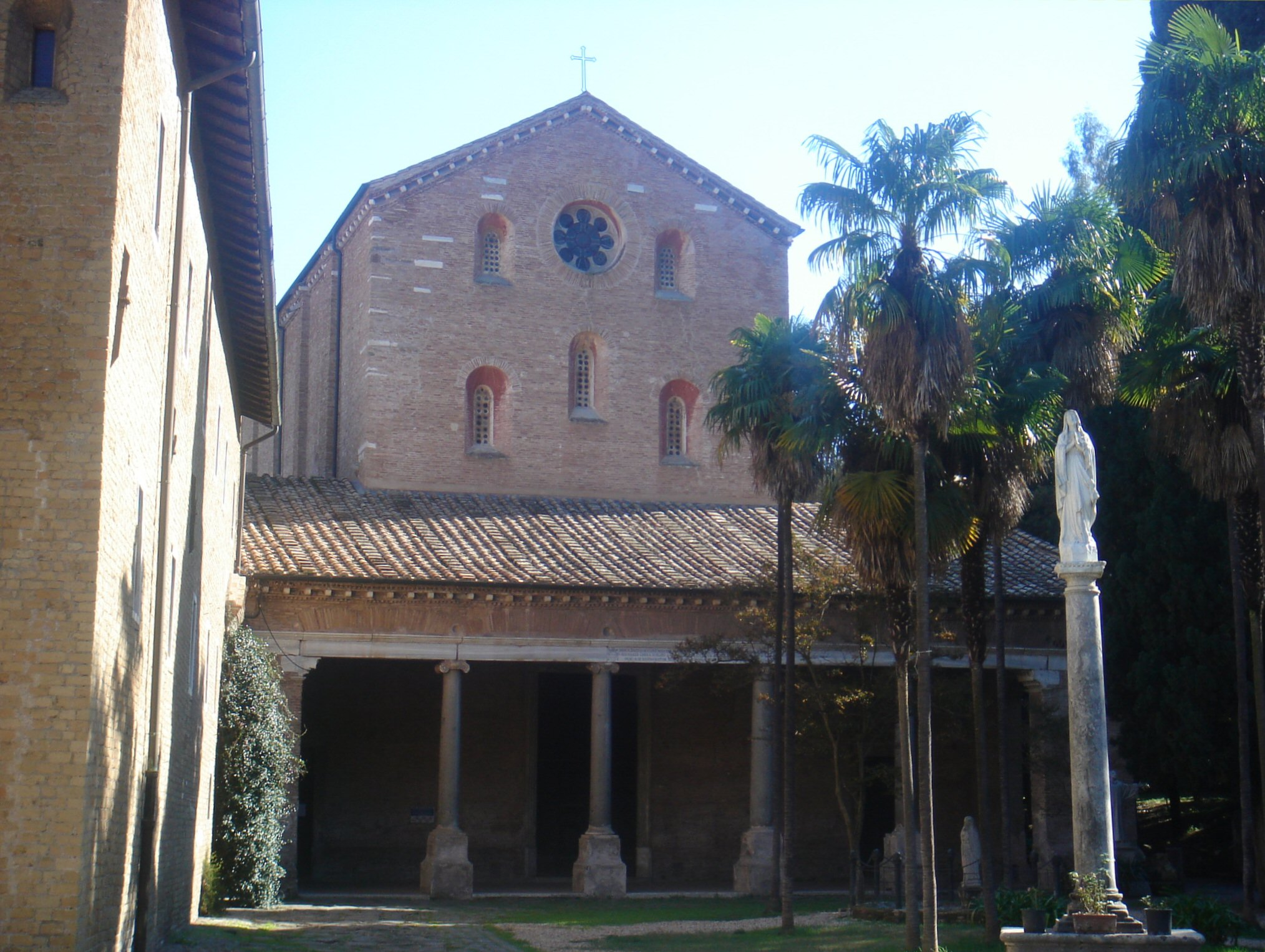
Фасад церкви
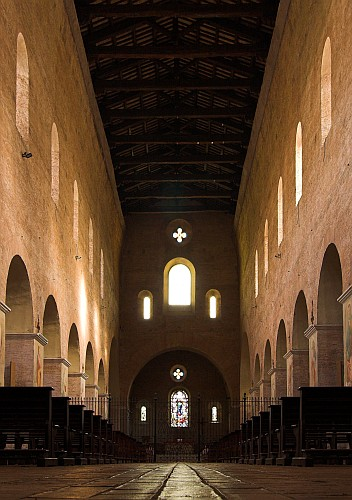
Восточная часть церкви
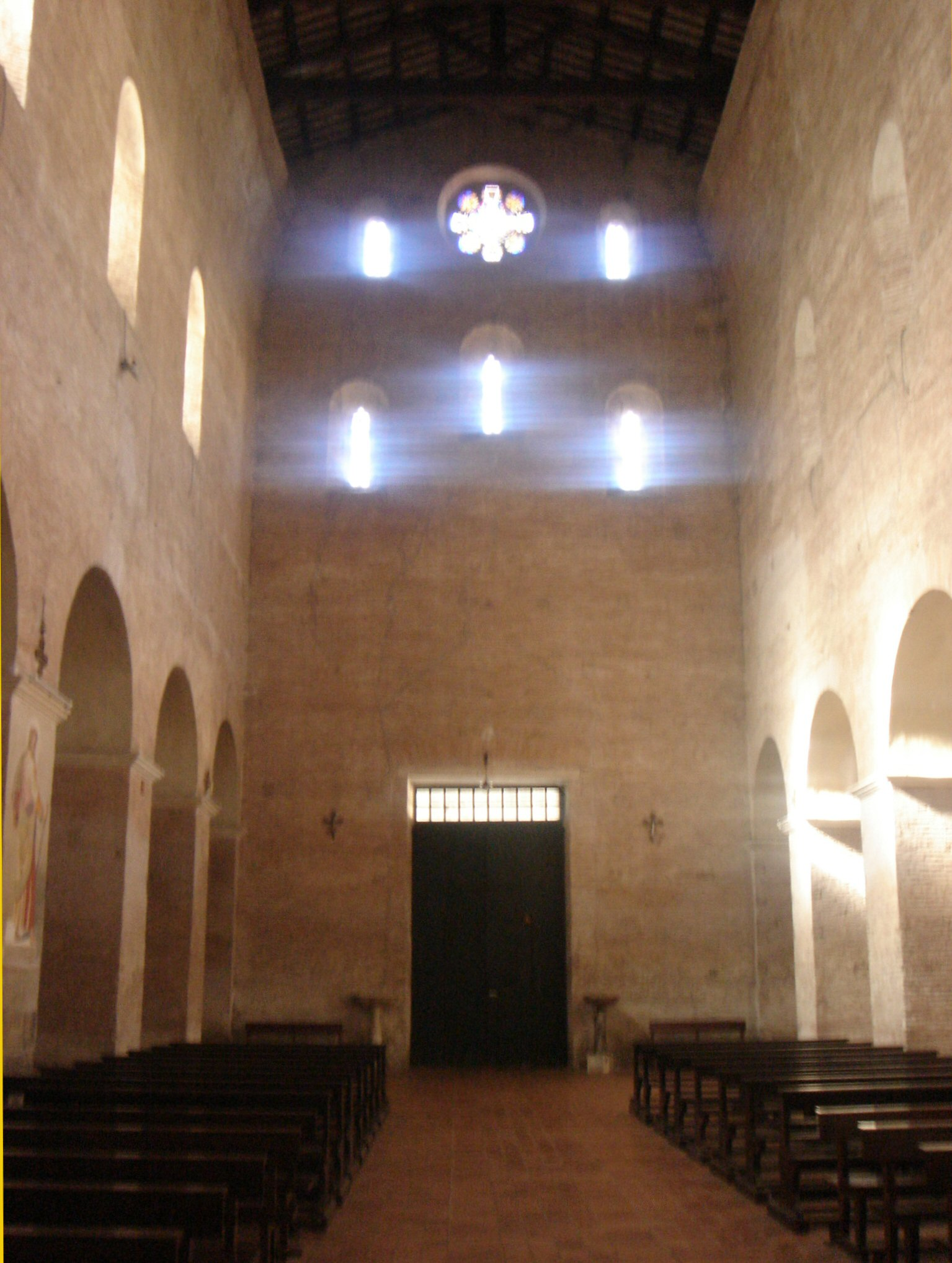
Западная часть церкви

## Арка Карла Великого

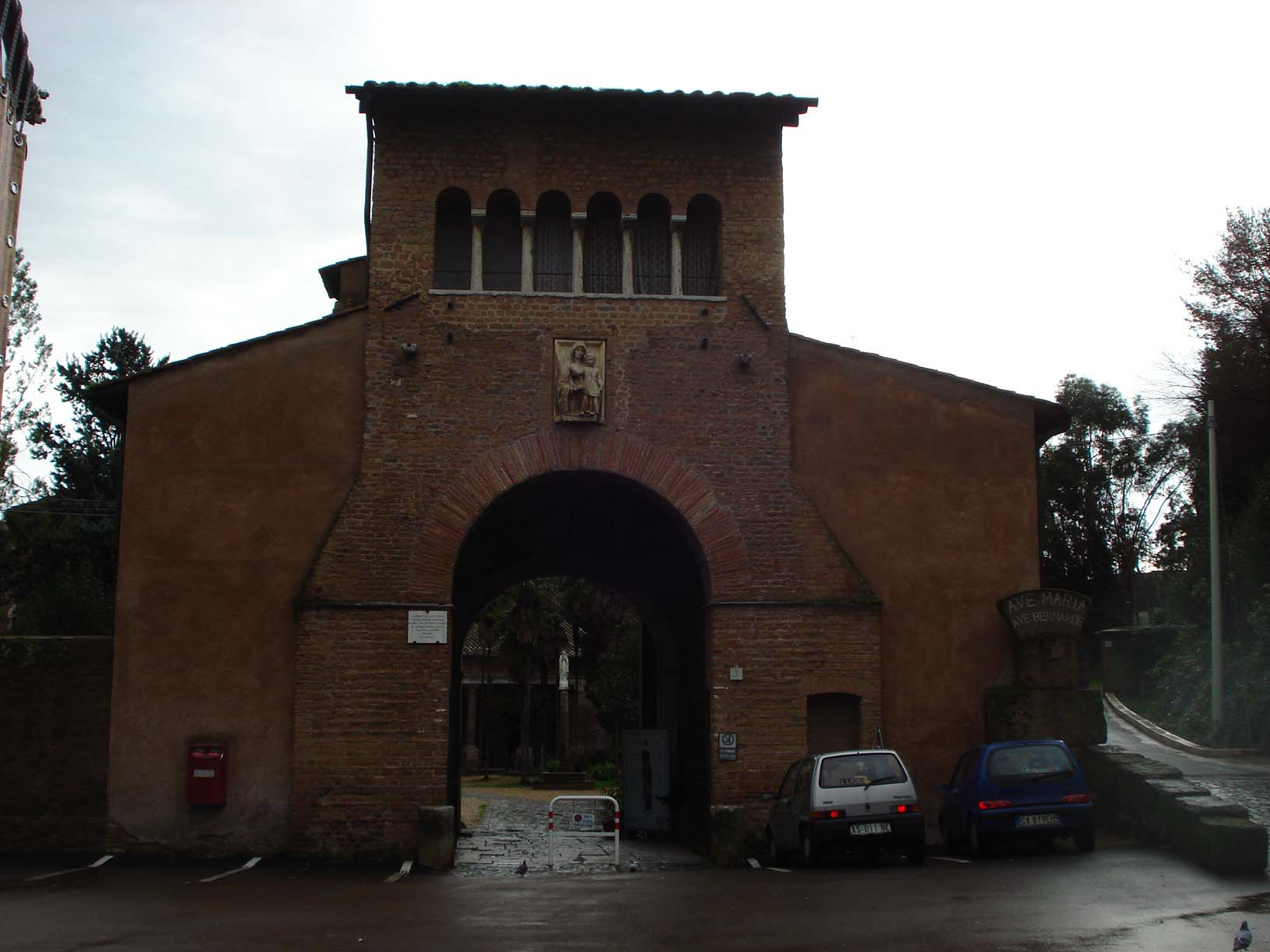
Арка Карла Великого при входе в аббатство

Первоначально расположенное в пустынной местности аббатство Тре Фонтане было окружено фортификационными сооружениями, остатки которых можно видеть и в настоящее время. Единственным полностью сохранившимся элементом укреплений аббатства является арка Карла Великого, через которую осуществляется доступ в монастырский комплекс.
Арка Карла Великого была построена предположительно в XIII веке. Её название связано с тем, что свод и внутренние стены арки были изначально украшены циклом фресок, рассказывающим историю передачи в 805 году Карлом Великим и папой Львом III монастырю земельных владений в Тоскане. Сами фрески утрачены, но акварели с их изображением сохранились и находятся в Ватиканской апостольской библиотеке. Впоследствии свод арки был украшен фреской с изображением Христа Вседержителя (не сохранилась) и четырёх евангелистов с их символами.